# Blackwood Bugt
Blackwood Bugt eller Tahuahua Bugt er en bugt i Dronning Charlotte Sund, New Zealand.
Bugten har længe haft sit dobbelte navn, selvom betydningen af Tahuahua er lidt af et puslespil. Bugten blev døbt Dilmers Vig på Peter Fannins kort fra James Cooks anden ekspedition.

## Navngivning
Tahuahua har en række mulige betydninger. Navnet kommer direkte fra en bygd af samme navn, som lå på den østlige side af bugten. Navnet Tahuahua er blevet tildelt en række steder i og omkring bugten, især Tāhuahua, en bakke og postament på det sydlige punkt af Macalister Vig.
En mulig betydning, understøttet af macronen i Tāhuahua Bakke, er det maoriske ord tāhuahua , der betyder "sandbanke eller klit", eller "at være i klumper/bakker".
Macalisters noter angiver betydningen af Tahuahua som "et sted, hvor der findes mad" eller "hvor mad er rigelig" og tilskriver oversættelsen til hr. H. D. Bennett, en maorisk mand, der boede i Wellington i begyndelsen af det 20. århundrede.
W. H. Sherwood Roberts angiver betydningen som "stedet, hvor et bål blev antændt og iøjnefaldende i landskabet", selvom denne forbindelse med ild blev modsagt af W. J. Elvy, en mand med viden om maoriernes historie i Marlborough.
J. K. Matangi, en lærer på en lokal skole, fortolkede navnet som huahua, en betegnelse for "processen med at konservere og opbevare tītī og andre fugle eller fisk til vinteren", og ta også forbundet med "forberedelser eller tilberedning af mad".
Størstedelen af disse oversættelser har forbindelse til mad, en sammenhæng, der giver mening, når man tager bugtens historie som et yndet sted for maori at fiske, især efter takeke, i betragtning.
Blackwood er næsten helt sikkert en reference til Nothofagus solandri, kendt på Māori som tawairauriki eller tawhairauriki, hvoraf en skov voksede over store dele af Tōtaranui. På grund af dette fællestræk er det muligt, at navnet refererede til et særligt tydeligt træ.

## Hiwhera Pynt
Pynten sidder nær bagsiden af vigen på dens østlige side. Hiwhera kunne betyde "stor åbning/bugt" eller "stor fangst".

## Macalister Vig
Macalister Vig er opkaldt efter Robert Macalister, borgmester i Wellington fra 1950 til 1956 og gennem længere tid indbygger i vigen. Den ligger lige inden for den østlige side af Tahuahua Bugt, nord for Tauranga Bugt.

## Pariwhero Pynt og Parikohikohi Pynt
Pariwhero Pynt ligger lige syd for Tūnoamai Pynt, hvor Parikohikohi Pynt mod syd ligger ved den vestlige indgang til bugten.
Pari betyder "klippe", mens whero betyder "rød" og kohikohi betyder "at samle, samle sammen". Sammen betyder Pariwhero "røde klipper", mens Parikohikohi betyder "klipper samlet sammen", henvisninger til henholdsvis klippernes røde og antallet af klipper.

## Tauranga Bugt og Okahu Bugt
Tauranga Bugt og Okahu Bugt ligger på den sydøstlige spids af Blackwood Bugt, under Tāhuahua-toppen.

## Tūnoamai
Tūnoamai var navnet på en bygd på den vestlige side af bugten. Bygden lægger navn til Tūnoamai Pynt, en pynt ikke langt fra hvor bygden engang lå og ret centralt i bugten. W. H. Sherwood Roberts angiver betydningen af Tūnoamai som "stående hidtil foran". Et alternativt navn til pynten er Red Bluff på grund af dets farvede sten. Kløften nord for Tūnoamai Pynt kan kaldes Whiskykløften.